# Sturenhagen

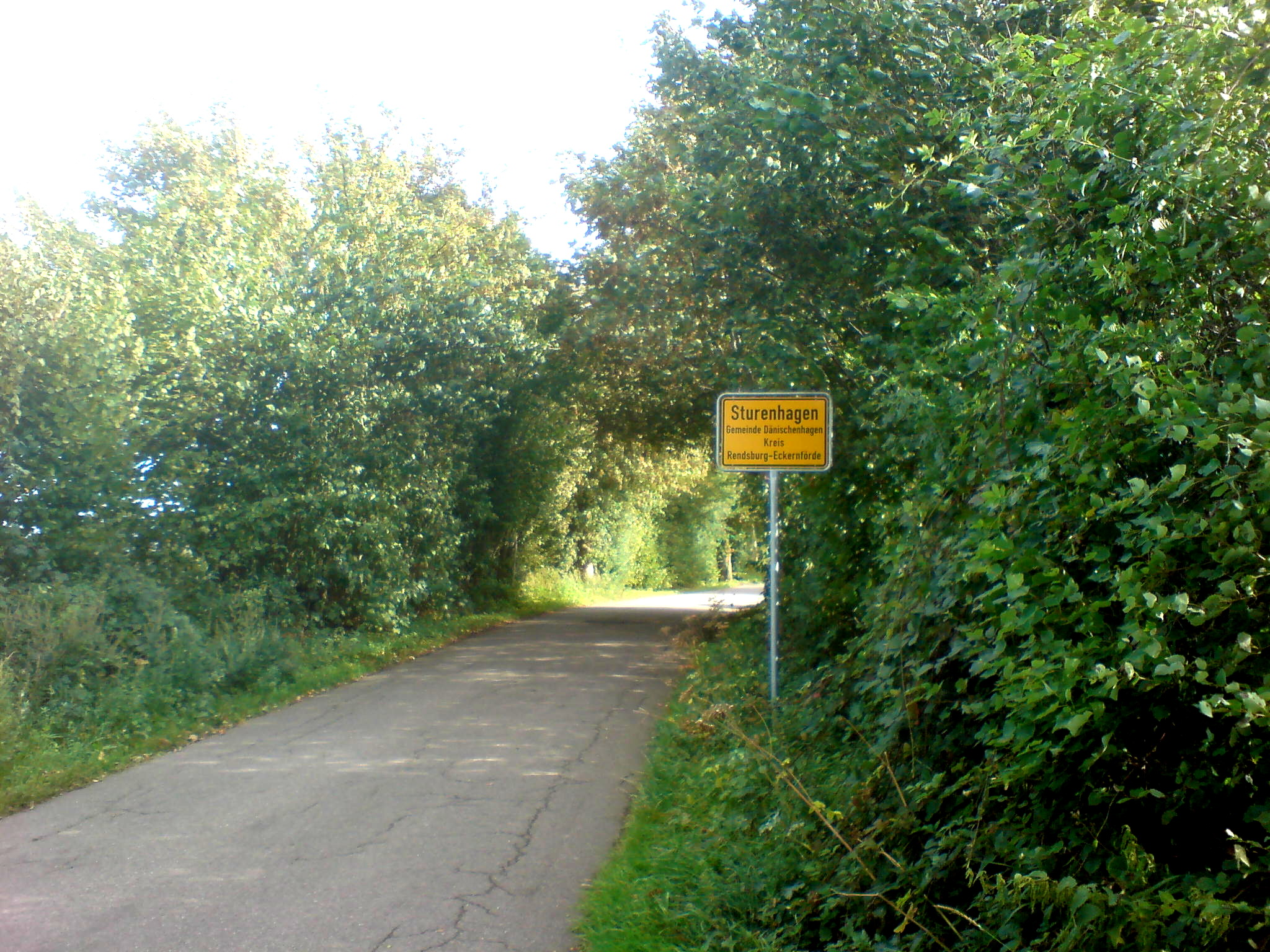
Sturenhagen – Wallhecken und Ortsschild – 2009

Sturenhagen und Umgebung – 1790

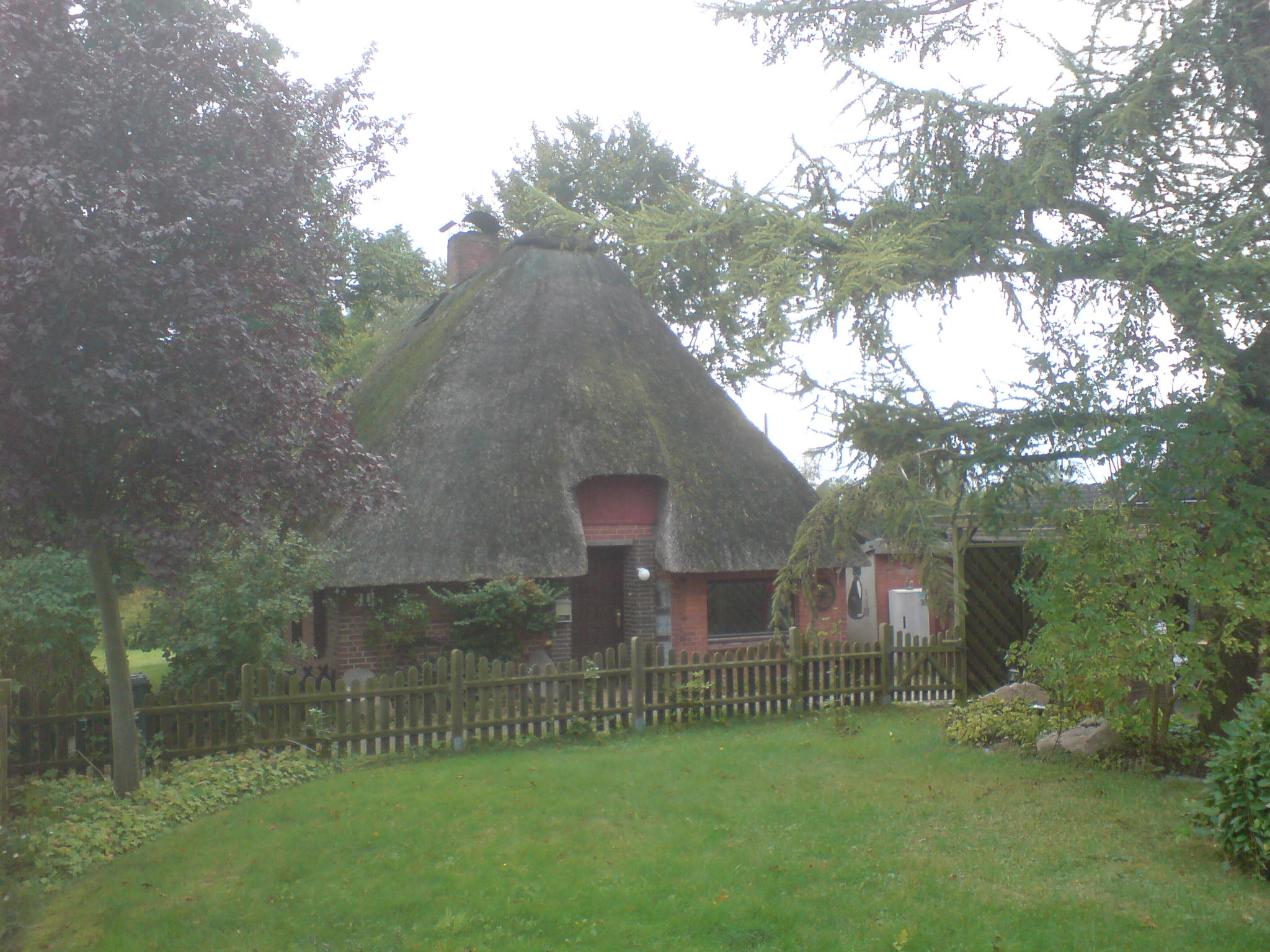
Reetdachhaus in Sturenhagen – 2009

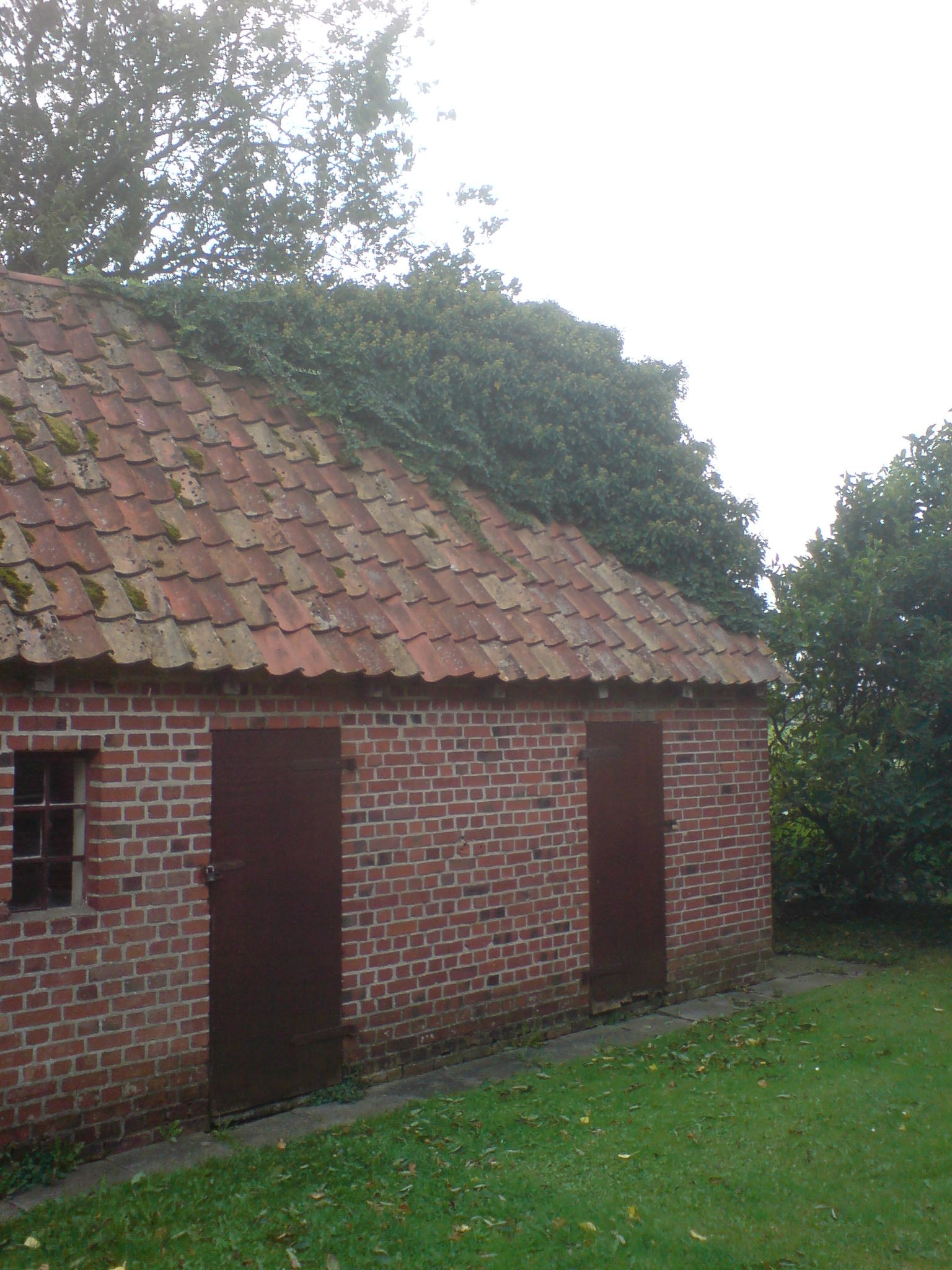
Stallgebäude in Sturenhagen – 2009

Sturenhagen ist ein Ort in der Gemeinde Dänischenhagen im Kreis Rendsburg-Eckernförde in Schleswig-Holstein.

## Name
Der Name Sturenhagen setzt sich aus den Wörtern Hagen mit der Bedeutung Einhegung oder eingehegte Rodungssiedlung und dem Rufnamen Sture zusammen, der zu mnd. stur = „steif, streng, ernst, störrisch“ und ahd. sturi = „stark, kräftig, stattlich“ und unserem Worte „stur“ gehört.

## Geschichte

### Sturenhagen als Adliges Gut
1415 wird Sturenhagen mit Stürenhagen bezeichnet.
1507 wird „Hartich Wulff tome Sturenhagen“ als Gutsbesitzer aus dem Lande Holstein bezeichnet.
1507 wird Sturenhagen als Adliges Gut mit 15 Bauernstellen angegeben.
1537 ist das Gut im Besitz von Markvard Wulff. Dieser hat einen Bruder Hartwich Wulf, der zwei Söhne, Iven und Jürgen, hat.
1537 wird Sturenhagen verkauft an Jürgen Wisch (1488–1572), Besitzer der nordwestlich gelegenen Güter Kaltenhof und Dänisch-Nienhof. Er war verheiratet mit Margarethe Rantzau, Tochter von Claus Rantzau, und Catharine Buchwald. Der soeben erwähnte Claus Rantzau und der im nächsten Abschnitt erwähnte Johann Rantzau sind nur weitläufig miteinander verwandt, sie sind Cousins sechsten Grades. Ihr erster gemeinsame Vorfahre ist Johann Rantzau (1280–~1326), sechs Generationen zurück.
Johann Rantzau (1492–1565), Ehemann von Anna Walstorp (1510–1582), erwarb das Gut Sturenhagen.
Er wird vielfach als Herr von Sturenhagen bezeichnet.
Er gab das Gut Sturenhagen seiner Tochter Magdalene Rantzau (1528–1557) als Erbteil.
Diese heiratete 1546 Oswald Wisch (1521–1591), einen Sohn des oben erwähnten Jürgen Wisch (1488–1572) und Besitzer der Güter Kaltenhof und Dänisch-Nienhof. Oswald Wisch hatte insgesamt drei Ehefrauen, zuerst Magdalene Rantzau (1528–1557), dann Margrethe Pless und schließlich Margrethe Rathlou, Tochter von Otto Rathlou und Abel Brockdorff. Sein erstes Kind war Catharine Wisch (vor 1557 bis nach 1621). Mit einer der letzten beiden Frauen hatte er einen Sohn, Claus Wisch.
Johann Rantzau (1492–1565) und Heinrich Rantzau (1526–1598) werden in einer Familienchronik des Hauses Rantzau als Besitzer des Gutes Sturenhagen erwähnt.
1561 wird in einem Bericht unter der Überschrift „Adel“ und der Unterüberschrift „Kyler Ambt“ berichtet, dass Jürgen Wisch als Besitzer von Dänisch-Nienhof zum Landesheer fünf Pferde und Oswald Wisch als Besitzer von Sturenhagen ein Pferd beizutragen hatte. Dieselben Daten sind in einem weiteren, sehr ähnlich aufgebauten, jedoch leider undatierten Bericht unter der Überschrift „Kieler Ambt“ zu finden, der der Zeit zwischen 1550 und 1600 zugeschrieben wird.
1577 zahlte Oswald Wisch (1521–1591) für das Gut Sturenhagen und das Gut Dänisch-Nienhof Steuern Wie dort in der Beschreibung des Epitaphs für Oswald und seine 3. Gemahlin Margrethe Rathlou von Klaus Krüger nachzulesen ist, handelte es sich dabei um Reichssteuern; nämlich den Anschlag zur Türkenhilfe. Dies ist scheinbar der letzte Beleg dafür, dass Sturenhagen noch als eigenständiges Gut existiert und zwar als reichsunmittelbares Territorium, das in der Reichsmatrikel ebenso wie Dänisch Nienhof erfasst war. Insofern wäre noch zu erforschen, wieso Jürgen/Jörgen von der Wisch 1561 dänische Landessteuern entrichtet hat, wie oben mitgeteilt wird. Und zu welchem Zeitpunkt es der dänischen Landesherrschaft gelang, nach 1550/1577 auch mehrere der Rantzauschen Güter der Landesherrschaft zu unterwerfen, deren Anschläge zu Römermonat 1558 und Türkenhilfe 1577 von finnholbek.dk dokumentiert wurden.
Claus Wisch trat das Erbe der Güter Kaltenhof und Dänisch-Nienhof an, und mutmaßlich auch von Sturenhagen, brachte selbst aber keinen Erben hervor. Die Güter gingen dann über an seine älteste Halb-Schwester Catharine Wisch und ihren Mann Ove Sehestedt.
Ove Sehestedt (vor 1572 bis 1621) und seiner Frau
Catharine Wisch (vor 1557 bis nach 1621), die zu „Dänisch Nienhof, Kaltenhof und Sturenhagen“ lebte, gehörten nun die Güter Dänisch-Nienhof, Kaltenhof und Sturenhagen. Ihr ältester Sohn war Detlef Sehestedt (vor 1621 bis vor 1638).
1632 schreibt Detlef Sehestedt einen Bericht, in dem er den Umfang von Sturenhagen unter der Überschrift „Landschatz von Neuenhof und Kaltenhof“ zusammenfasst. Das belegt das Ende von Sturenhagen als eigenständiges adliges Gut.
Auch fast 400 Jahre später finden sich noch (wohl versehentlich entstandene) Hinweise auf das ehemalige Gut in aktuellen Bebauungsplänen.

### Sturenhagen als Dorf im Gut Kaltenhof
1632 umfasste Sturenhagen 6 Bauernhöfe und war nur noch ein Dorf im Gebiet der Güter Kaltenhof und Dänisch-Nienhof.
1652 heißt es „Kirchspiel Christianshagen oder Königshagen Kirche, vorhin Schlabbenhagen genannt: Hagen und Dorff; Uhlehorst, Mühl; Schilcksee; Seekamp, weiland Edelhoff; Prieß; ChristianPrieß; Holtenahdorff und Meyerhoff; Knopdorff, Edelhoff, Meyerhoff und Mühl; Der Hoff Bülcke, worben eine Mühl; Nienbülcke; Clausdorp; Robbensdorp; Koldehoff; Fresenhagen; Sturenhagen; Barckenmohr; Schonhagen. Meyerhoff; Spreng; Strand; Eckhoff; Stoel; Nienhoff ein Edelhoff.“
1803 gehörte Sturenhagen teilweise zum Adligen Gut Birkenmoor, teilweise zum Adligen Gut Kaltenhof, beide gelegen im Dänischwohlder Güterdistrikt. Zu Gut Birkenmoor gehörten in „Stuhrenhagen“ zehn Familien mit 41 Personen, davon 18 keine 20 Jahre alt, zum Gut Kaltenhof in „Sturenhagen“ 16 Familien mit 70 Personen, davon 30 keine 20 Jahre alt. Summiert sind das 26 Familien mit 111 Personen, davon 48 keine 20 Jahre alt.
1841 gehörte Sturenhagen zum Adligen Gut Kaltenhof, zum Kirchspiel Dänischenhagen, zum Dänischenhagener Schuldistrikt und umfasste 3 Vollhufen und 3 Instenstellen.
1842 liegt ein Teil von Sturenhagen im Gebiet des Gutes Eckhof.
1845 gehörte Sturenhagen bei der Volkszählung ins Amt Sydslesvig im Kirchspiel Dänischenhagen und hatte mindestens ein Mühlengebäude und ein Kathengebäude.
1854 wird Sturenhagen beschrieben als Dorf 3/4 Meilen nordwestlich von Friedrichsort, im Gut Kaltenhof, Eckernförderharde, Kirchspiel und Schuldistrikt Dänischenhagen; enthält 3 Vollhufen, eine Landstelle und 7 Kathen, Zum Dorfe gehört die östlich an der Eckhofer Scheide belegene Kaltenhofer Windmühle Breitenstein, Areal von 428 Steuertonnen, dabei wird Breitenstein als „einzelne Stelle“ zu Kaltenhof gehörig bezeichnet.
1864 soll es in Sturenhagen eine Windmühle und eine Dampfmühle gegeben haben.
1890 gehörte Sturenhagen zum Gutsbezirk Kaltenhof, Amtsbezirk Kaltenhof, Kreis Eckernförde, Standesamtsbezirk Dänischenhagen, Kirchspiel Dänischenhagen, Steuerkasse Eckernförde, Amtsgericht/Landgericht Gettorf, Post-Bestell.-Anstalt Dänischenhagen.
1906 gehörte Sturenhagen zum adligen Gut Kaltenhof, welches als 18 km sö. von Eckernförde, 7 km ö. von Gettorf beschrieben wird. Sturenhagen hatte damals 13 Wohnungen, 104 Einwohner, lag 1,5 km ö von Kaltenhof, der gesamte Boden war verpachtet, Weizenboden, wenig Wiesen, Ziegelei mit Dampfbetrieb.
Bis 1909 war Georg Karl Ernst Reventlow (* 16. August 1839 in Schleswig, † 17. Juni 1910) Besitzer des Gutes Kaltenhof einschließlich des Hofes Sturenhagen. Deser wurde von Johann Hinrich Rosenfeld gepachtet, dann von Klaus Rosenfeld und Eckhard Rosenfeld. Christian Rosenfeld schließlich kaufte 1910 den Hof auf, den dann sein Sohn, Wilhelm Rosenfeld (* 6. August 1897, † 1. Juli 1987), Bürgermeister und Amtsvorsteher von Dänischenhagen, weiterführte.

### Sturenhagen als Dorf und Ortsteil der Gemeinde Dänischenhagen
1928 wurde der Gutsbezirk Kaltenhof, zu dem Sturenhagen gehörte, aufgelöst, gehörte vom 30. September 1928 bis zum 30. November 1934 zur Gemeinde Schilksee, seitdem zur Gemeinde Dänischenhagen.
1953, am 19. Mai, wird der Großgrundbesitzer des Hofes Sturenhagen, Willi Rosenfeld, im Amtsblatt für Schleswig-Holstein als Ersatzmitglied der Hauptversammlung der Landwirtschaftskammer erwähnt.
1987 umfasst das Dorf Sturenhagen 35 Personen in 19 Haushalten, der Hof Sturenhagen 19 Personen in 7 Haushalten. Sie gehören zur Gemeinde Dänischenhagen.
Von 2000 bis 2005 wurde der Ort Dänischenhagen durch den Bau des Steinviertels derart vergrößert, dass der Hof Sturenhagen im Ort aufging und keine einzelne Besiedlungsstelle mehr bildet.
Das Dorf Sturenhagen umfasst derzeit (Stand 2010) etwa 32 Einwohner und 8 Häuser.

### Verwaltungszugehörigkeit des Ortes Sturenhagen
| Zeit    | 1. Verwaltungsebene          | 2. Verwaltungsebene          | 3. Verwaltungsebene         | 4. Verwaltungsebene           | Höchste Verwaltungsebenen                            |
| ------- | ---------------------------- | ---------------------------- | --------------------------- | ----------------------------- | ---------------------------------------------------- |
| ab 1803 | Gut Birkenmoor Gut Kaltenhof | Dänischwohlder Güterdistrikt | Amt Hütten                  | Herzogtum Schleswig           | Königreich Dänemark                                  |
| ab 1841 | Gut Kaltenhof Gut Eckhof     | Dänischwohlder Güterdistrikt | Amt Hütten                  | Herzogtum Schleswig           | Königreich Dänemark                                  |
| ab 1853 | Gut Kaltenhof Gut Eckhof     | Eckernförder Harde           | Amt Hütten                  | Herzogtum Schleswig           | Königreich Dänemark                                  |
| ab 1864 | Gut Kaltenhof Gut Eckhof     | Eckernförder Harde           | Amt Hütten                  | Herzogtum Schleswig           | Kondominium von Preußen und Österreich               |
| ab 1867 | Gutsbezirk Eckhof            | –                            | Kreis Eckernförde           | Provinz Schleswig-Holstein    | Königreich Preußen                                   |
| ab 1871 | Gutsbezirk Eckhof            | –                            | Kreis Eckernförde           | Provinz Schleswig-Holstein    | Deutsches Kaiserreich Bundesstaat Königreich Preußen |
| ab 1890 | Gutsbezirk Kaltenhof         | Amtsbezirk Kaltenhof         | Kreis Eckernförde           | Provinz Schleswig-Holstein    | Deutsches Kaiserreich Bundesstaat Königreich Preußen |
| ab 1918 | Gutsbezirk Kaltenhof         | Amtsbezirk Kaltenhof         | Kreis Eckernförde           | Provinz Schleswig-Holstein    | Weimarer Republik Freistaat Preußen                  |
| ab 1928 | Gemeinde Schilksee           | Amtsbezirk Kaltenhof         | Kreis Eckernförde           | Provinz Schleswig-Holstein    | Weimarer Republik Freistaat Preußen                  |
| ab 1930 | Gemeinde Schilksee           | Amt Schilksee                | Kreis Eckernförde           | Provinz Schleswig-Holstein    | Weimarer Republik Freistaat Preußen                  |
| ab 1933 | Gemeinde Schilksee           | Amt Schilksee                | Kreis Eckernförde           | Provinz Schleswig-Holstein    | Deutsches Reich                                      |
| ab 1934 | Gemeinde Dänischenhagen      | Amt Schilksee                | Kreis Eckernförde           | Provinz Schleswig-Holstein    | Deutsches Reich                                      |
| ab 1945 | Gemeinde Dänischenhagen      | Amt Schilksee                | Kreis Eckernförde           | Provinz Schleswig-Holstein    | Besatzungszeit                                       |
| ab 1946 | Gemeinde Dänischenhagen      | Amt Schilksee                | Kreis Eckernförde           | Bundesland Schleswig-Holstein | Besatzungszeit                                       |
| ab 1947 | Gemeinde Dänischenhagen      | Amt Dänischenhagen           | Kreis Eckernförde           | Bundesland Schleswig-Holstein | Besatzungszeit                                       |
| ab 1949 | Gemeinde Dänischenhagen      | Amt Dänischenhagen           | Kreis Eckernförde           | Bundesland Schleswig-Holstein | Bundesrepublik Deutschland                           |
| ab 1970 | Gemeinde Dänischenhagen      | Amt Dänischenhagen           | Kreis Rendsburg-Eckernförde | Bundesland Schleswig-Holstein | Bundesrepublik Deutschland                           |

## Gliederung
Alle zum Dorf Sturenhagen gehörenden Häuser stehen heute im Sturenhagener Weg.
Früher gab es viele weitere Bezeichnungen: Ahrensberg, Alte Weide, Baaschkoppel, Blick, Eckkoppel, Vordere Koppel, Vorderer Wurth, Gartenkoppel, Hagener Kamp, Hintere Koppel, Hinterer Wurth, Hohe Koppel, Holstenwurth, Kleine Kathenkoppel, Große Kathenkoppel, Kleine Koppel, Küsterbek, Köpkenkoppel, Langkoppel, Lange Koppel, Lehmkuhlskoppel, Vorderste Leuchtkoppel, Hinterste Leuchtkoppel, Mittelster Wurth, Mittlerer Wurth, Moorkoppel, Moorwisch, Mühlenkoppel, Vordere Mühlenkoppel, Nattkoppel, Neben-Wurth, Pahlkoppel, Papendiek, Piepgraskoppel, Hinterer Overkamp, Vorderer Overkamp, Quersack, Redder-Koppel, Vordere Redderkoppel, Hintere Redderkoppel, Reimerswurth, Sandkoppel, Scheidekoppel, Schiefe Koppel, Schmiedekoppel, Steigkoppel, Sturenwisch, Tentenbrook, Torfhüttenkoppel, Tüdderkamp bzw. Tüderkamp, Unterste Koppel, Wasskoppel, Wittfeld, Wurth, Zietanskoppel.
Bei der Einrichtung eines Neubaugebiets 1999 im Norden von Dänischenhagen wurden die Flurnamen Tentenbrook und Goosdiek als Straßennamen verwendet.